# The American Society of Magical Negroes
The American Society of Magical Negroes es una película de comedia estadounidense de 2024 protagonizada por Justice Smith como un joven que se une a un grupo clandestino de afroamericanos mágicos comprometidos a mejorar las vidas de los individuos blancos, satirizando el tropo del Negro Mágico. La película está escrita y dirigida por Kobi Libii en su debut como director. También está protagonizada por David Alan Grier y An-Li Bogan.
La película se estrenó en el Festival de Cine de Sundance el 19 de enero de 2024. Focus Features estrenó la película en los cines de Estados Unidos el 15 de marzo de 2024. La película recibió reseñas mixtas de los críticos, quienes señalaron que si bien presentaba un concepto intrigante, en última instancia no logró explorar a fondo sus nociones más desafiantes.

## Reparto
- Justice Smith como Aren
- David Alan Grier como Roger
- An-Li Bogan como Lizzie
- Drew Tarver como Jason
- Michaela Watkins como Masterson
- Aisha Hinds como Gabbard
- Tim Baltz como Miller
- Rupert Friend como Mick
- Nicole Byer como DeDe

## Producción
The American Society of Magical Negroes es una sátira del tropo del Negro Mágico. Fue desarrollada por Kobi Libii como parte del Laboratorio de Guionistas y Directores de Sundance. En marzo de 2021, SFFILM confirmó que la película recibió las becas del Dolby Institute 2021, lo que les permitió obtener orientación de la industria y una subvención en efectivo que les permitió trabajar con un diseñador de sonido en la etapa de escritura del guion.

## Estreno
The American Society of Magical Negroes se estrenó en el Festival de Cine de Sundance 2024 el 19 de enero de 2024. Focus Features lo estrenó en cines de Estados Unidos y Canadá el 15 de marzo de 2024. Se estrenó junto con Arthur the King y Love Lies Bleeding, y se proyectaba que recaudaría alrededor de $3 millones en 1 146 salas en su primer fin de semana. La película recaudó 520.000 dólares en su primer día y debutó con 1.3 millones de dólares, terminando novena en taquilla. El desglose demográfico de la audiencia del fin de semana de apertura fue 50% hombres, 75% de 25 años o más, 52% afroamericanos, 31% caucásicos, 10% hispanos y 4% asiáticos El público encuestado por PostTrak le dio a la película una puntuación positiva general del 70%, y el 51% dijo que definitivamente la recomendaría.
Universal Pictures se encargó de estrenar la película en cines de otros territorios, comenzando por el Reino Unido el 26 de abril de 2024.